# حكومة إسبانيا
تُعد إسبانيا دولة ديمقراطية ذات حكومة برلمانية من مجلسين ونظام ملكي دستوري. تتكون السلطة التنفيذية من مجلس الوزراء برئاسة رئيس الحكومة، الذي يختاره الملك وتنتخبه الجمعية الوطنية عقب الانتخابات التشريعية.
يشتمل النظام الديموقراطي على ملك إسبانيا، فيليب السادس منذ 19 يونيو 2014، والذي يُشكل رأس الدولة، ورئيس الحكومة، بيدرو سانشيز ومجلس الوزراء الذي يتم تعيينه من قبل رئيس الحكومة.
يتألف البرلمان الإسباني من مجلسين بمجموع 614 عضوًا. يضم المجلس الأعلى وهو مجلس الشيوخ 266 عضوًا، من بينهم 208 أعضاء من خلال الانتخاب المباشر و58 عضوًا يتم تعينهم من خلال المجالس التشريعية في أقاليم إسبانيا، مدة المجلس أربعة سنوات وهو مكون من عدد من الاحزاب ذات توجهات سياسية مختلفة ومتباينة؛ فيما يتألف المجلس الأدنى، وهو مجلس النواب، من 350 عضوًا يتم انتخابهم في اقتراع شعبي على قوائم تمثيل نسبي لخدمة البلاد لمدة أربع سنوات. يمثل البرلمان السلطة التشريعية في إسبانيا. ويمتلك سلطة سن القوانين وتعديلها كما لها سلطة تنقيح الدستور وتنصيب وعزل رئيس الحكومة.

## رئيس الحكومة

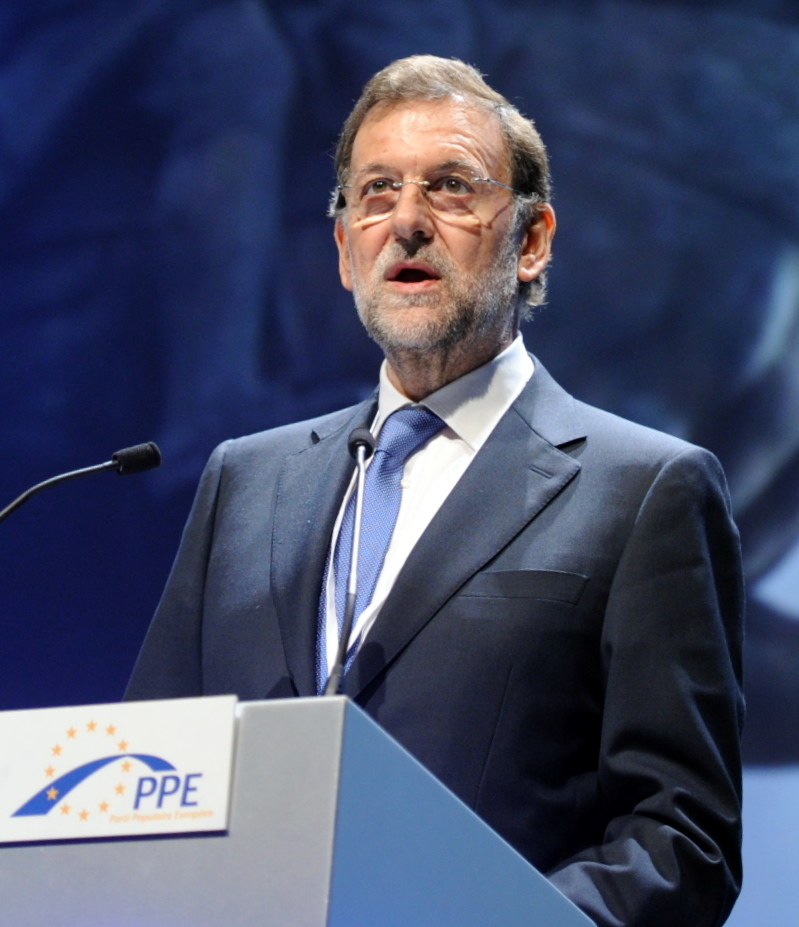
ماريانو راخوي براي، رئيس الحكومة الإسبانية.

رئيس الحكومة أو رئيس الوزراء هو رئيس الحكومة الإسبانية. وهو المنصب الذي تأسس بمُوجب دستور 1978. يشغل ماريانو راخوي منصب رئيس الوزراء الحالي منذ أدائه اليمين الدستورية يوم 21 ديسمبر 2011 أمام ملك البلاد حينذاك خوان كارلوس وقرينته الملكة صوفيا وسلطات أخرى بإسبانيا. وكان ذلك عقب فوزه بالانتخابات البرلمانية سنة 2011. وينتمي راخوي إلى حزب الشعب الإسباني. وعمل ماريانو راخوي على حذف أربعة وزارات أساسية ودمجها مع وزارات أخرى، وذلك في إطار السياسة التقشفية التي أنتهجها إسبانيا لمواجهة الأزمة الاقتصادية. ولقد ساعد حصول راخوي على أغلبية مطلقة في التحكم في عدد الوزارات.

## التمثيل النسوي
في نوفمبر 2009، حافظت حكومة إسبانيا على نسبة متوازنة من المساواة بين الجنسين. فكان هناك تسعة من أصل 18 من أعضاء الحكومة من النساء. وتحت إدارة خوسيه لويس ثباتيرو، صُنفت إسبانيا بأنها في طليعة قضايا المساواة بين الجنسين. شجعت الإدارة الإسبانية أيضًا التمييز الإيجابي القائم على أساس الجنس من خلال إقرار تشريعات المساواة في 2007 بهدف توفير المساواة بين الجنسين في الحياة السياسية والاقتصادية الإسبانية. ومع ذلك، في يوليو 2010 وفي إطار السلطة التشريعية، شكلت النساء 128 فقط من أصل 350 من أعضاء البرلمان (36,3 ٪).
في الوقت الحاضر، تُصنف إسبانيا في المرتبة الثالثة عشر من حيث عدد النساء في مجلس النواب. في مجلس الشيوخ، انخفضت النسبة حيث لا يوجد سوى 79 امرأة من أصل 263 (30,0٪). يبلغ مقياس تمكين الجنس في إسبانيا في الأمم المتحدة في تقرير التنمية البشرية 0,794 مما يضعها في المرتبة 12 عالميًا.